# Kimani Vidal
Kimani Vidal (Marietta, 28 agosto 2001) è un giocatore di football americano statunitense che milita nel ruolo di running back per i Los Angeles Chargers della National Football League (NFL).

## Carriera universitaria
Vidal iniziò la carriera nel college football a Troy nel 2020. Nel quinto turno corse 143 yard e un touchdown nella vittoria su Eastern Kentucky. La sua prima stagione si chiuse con 101 corse tentate per 516 yard e 4 touchdown, oltre a 26 ricezioni per 225 yard.
Nel settimo turno della stagione 2021, Vidal corse 162 yard e 2 touchdown nella vittoria su Texas State per 31-28. Chiuse la stagione con 701 yard corse e 5 touchdown.
Nella settimana 12 della stagione 2022, Vidal corse 242 yard e 2 touchdown nella vittoria su Louisiana–Monroe. Per questa prestazione fu premiato come miglior giocatore offensive della settimana della Sun Belt Conference. La settimana successiva corse 208 yard e 4 touchdown nella vittoria su Arkansas State che qualificò i Trojans alla finale di conference. Chiuse l’annata con 1.132 yard corse e 10 touchdown. Per la sue prestazioni fu inserito nella seconda formazione ideale della Sun Belt.
Vidal iniziò la stagione 2023 stabilendo un record dell’istituto con 248 yard corse nella vittoria su Stephen F. Austin nel primo turno. Nella settimana 6 corse 245 yard e 3 touchdown nella vittoria su Arkansas State. Dopo questa gara fu premiato come miglior giocatore offensivo della Sun Belt della settimana. A fine anno fu premiato come giocatore offensivo dell’anno della Sun Belt e come miglior giocatore della sua finale dopo essere diventato il primo giocatore della storia della storia della FBS a segnare 5 touchdown su corsa in una finale di conference.

## Carriera professionistica

### Los Angeles Chargers
Vidal fu scelto nel corso del sesto giro (181º assoluto) del Draft NFL 2024 dai Los Angeles Chargers. Debuttò come professionista subentrando nella gara del sesto turno contro i Denver Broncos, correndo 11 yard, ricevendone 40 e segnando un touchdown su ricezione nella vittoria. La sua prima stagione si chiuse con 155 yard corse in 10 presenze, nessuna delle quali come titolare.